# Smoke on the Water
"Smoke on the Water" és una cançó del grup de rock anglès Deep Purple. La cançó es llançà el 1972 en el seu àlbum Machine Head. El 2004, la cançó es va considerar la 434a millor cançó de tots els temps segons la revista Rolling Stone, la quarta cançó amb el millor riff de guitarra segons Total Guitar, i el març de 2005, la revista Q la va posicionar en el número 12 dins de la seva llista de millors pistes de guitarra.
La cançó és coneguda pel seu riff, creat pel guitarrista de Deep Purple Ritchie Blackmore. La cançó explica una història verídica: el 4 de desembre de 1971, Deep Purple es trobava a Montreux (Suïssa) on havien de gravar un nou àlbum. Mentre eren en un complex d'entreteniment que formava part del Casino de Montreux, algú del públic va disparar una pistola de bengales cap a la canya del sostre, provocant un incendi (a la cançó, But some stupid with a flare gun, burned the place to the ground). El títol de la cançó ve del fum de l'incendi escampant-se pel llac Léman.